# Kobresia curticeps
Kobresia curticeps är en halvgräsart som först beskrevs av Charles Baron Clarke, och fick sitt nu gällande namn av Georg Kükenthal. Kobresia curticeps ingår i släktet sävstarrar, och familjen halvgräs. Inga underarter finns listade i Catalogue of Life.